# Kašino (Territorio dell'Altaj)
Kašino (in lingua russa Кашино) è un centro abitato del Territorio dell'Altaj, situato nell'Alejskij rajon.